# Jules Audent
Vous lisez un « bon article » labellisé en 2016.
Jules Audent, né le 6 juin 1834 à Charleroi et mort dans cette ville le 6 octobre 1910, est un homme politique, avocat et administrateur de société belge, membre du Parti libéral.
En tant qu'avocat, il marque par sa forte personnalité la vie judiciaire carolorégienne de son temps. Échevin de l'Instruction publique, il crée des écoles pour garçons et filles. Comme bourgmestre, il doit faire preuve de diplomatie lors de la question de la « séparation du Faubourg » et faire face aux ouvriers qui menacent de piller la ville lors des grèves de mars 1886.
Il est principalement connu pour les grands travaux réalisés sous son impulsion et qui lui valent le surnom de « Haussmann carolo ». Ces travaux d'urbanisation remplacent les fortifications qui ceinturaient la ville par des boulevards, parcs, habitations et édifices publics.

## Biographie
Jules-André-Albert Audent est le fils de l'avocat Albert Audent et de Léocadie Masquelier. Le 17 août 1869, il épouse Aline François, fille de l'industriel charbonnier Alexandre François et de Stéphanie Josèphe Polchet. Elle meurt le 29 mars 1871 à l'âge de 29 ans, quelques jours après la naissance de leur fille, Élise.
Il fait ses études secondaires au Collège communal de Charleroi d'abord, à l'athénée royal de Bruxelles ensuite. Il obtient un doctorat en droit à l'université de Liège en 1857.

### Vie professionnelle

#### Avocat
Dès sa sortie de l'université, il devient avocat au tribunal de première instance de Charleroi où ses compétences sont reconnues, notamment dans les affaires civiles. Il fait autorité comme jurisconsulte et forme de nombreux stagiaires qui deviennent par la suite des magistrats et des avocats en vue. Huit fois bâtonnier du barreau de Charleroi entre 1871 et 1908, Jules Audent marque par sa forte personnalité la vie judiciaire carolorégienne de son temps.

#### Administrateur
Avocat d'affaires, Jules Audent siège dans le conseil d'administration de nombreuses sociétés, notamment de la Caisse générale d'épargne et de retraite, de la Fabrique de fer et des Forges de la Providence à Marchienne-au-Pont, des charbonnages d'Ormont à Châtelet et du Petit-Try à Lambusart. À la fin de sa vie, il est administrateur de la Banque de Bruxelles. Il était également président de l'École des mines du Hainaut.
En outre, Jules Audent figure parmi les 154 libéraux qui, en 1878, fondent la Gazette de Charleroi.

### Homme politique

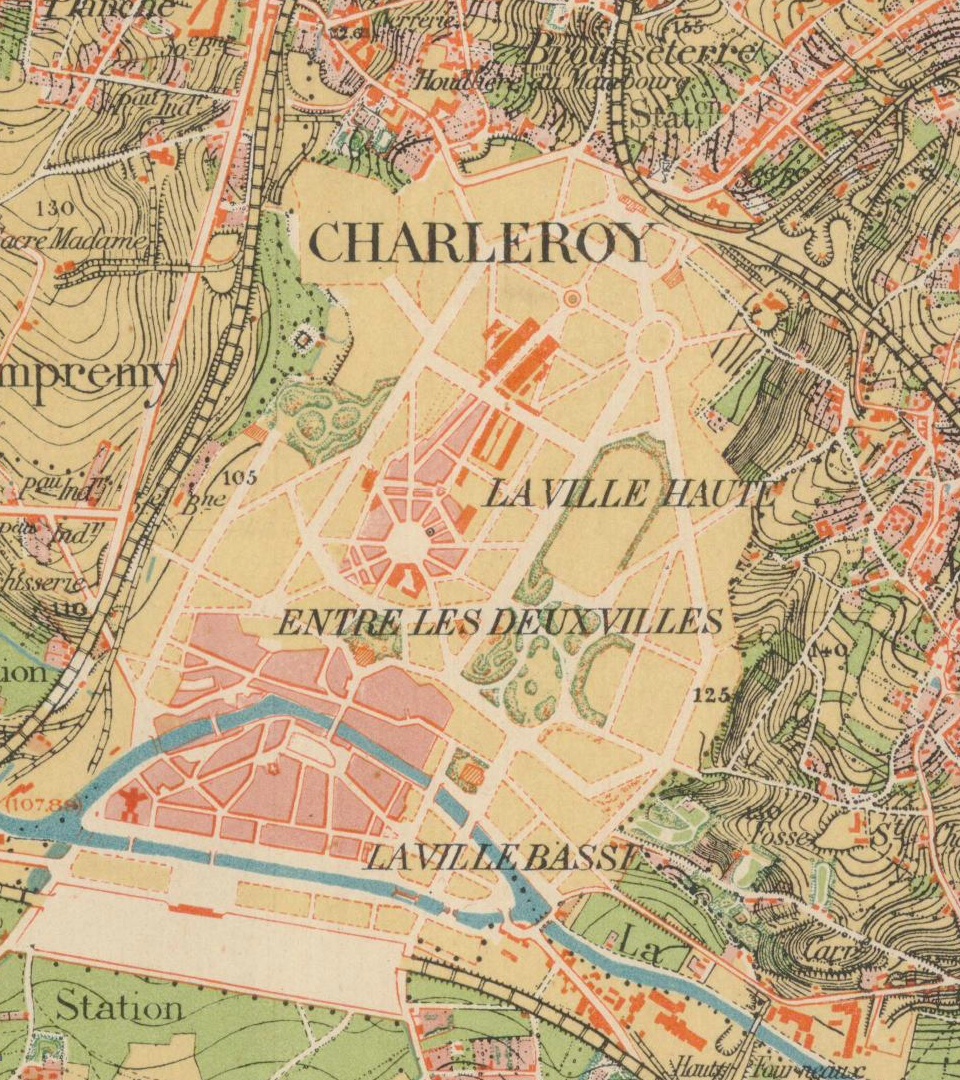
Carte topographique publiée en 1873 qui reprend le projet primé en 1867. Le projet de 1867 sera fortement modifié par un nouveau plan d'aménagement de 1880.

Jules Audent est élu conseiller communal le 27 octobre 1863. À cette époque, la ville est ceinturée de remparts qui empêchent son extension et dont les autorités communales veulent obtenir le démantèlement. Dès 1865, Jules Audent demande l'ouverture d'un concours pour l'élaboration d'un plan d'aménagement des terrains militaires. Il est rapporteur du jury chargé d'examiner les projets retenus,. Il s'occupe également des négociations entre l'État et la commune quant à leurs droits et obligations respectives dans l'appropriation des terrains militaires. Il veille à défendre au mieux les intérêts de la ville. Les travaux de démolition sont entamés en 1868 et s'achèvent en 1871.
En 1871, l'administration communale contracte un emprunt pour permettre des dépenses importantes au profit de l'enseignement. Audent devient échevin de l'Instruction publique de Charleroi en 1873. Secondé par l'instituteur Eugène Cobaux, il crée des écoles pour garçons et filles dans les différents quartiers de la ville. Il organise également un enseignement maternel officiel.
Le 9 mars 1879, Jules Audent est nommé au poste de bourgmestre. Avec l'aide d'Alfred-Hyppolite Defontaine, devenu échevin de l'Instruction, il poursuit la politique scolaire. La ville organise l'enseignement technique et professionnel, et l'ancienne école de porions et contremaîtres devient une école industrielle réputée,. L'ancien collège communal devient athénée royal en 1881. Lors de la question de la « séparation du Faubourg », quartier que les habitants à majorité ouvrière veulent faire ériger en commune autonome, Audent doit faire preuve de diplomatie et d'énergie pour conserver l'intégrité territoriale de Charleroi,,.
Lors des grèves de mars 1886, où les troubles sociaux prennent des dimensions d'insurrection générale, et à la suite des événements de Liège, Jules Audent réclame à Joseph d'Ursel, gouverneur de la province de Hainaut l’envoi d’un escadron de lanciers de Tournai pour protéger Gilly. Il fait afficher un texte qui invite fermement les citoyens à rester chez eux, « ils éviteront ainsi d'être victimes d'une imprudente curiosité ». Le général Alfred van der Smissen refuse tout secours militaire à Charleroi considérant que la Garde civique suffit pour défendre la ville. Il invite l'échevin Defontaine à faire ouvrir le feu, sans sommations légales, par cette même Garde civique, si celle-ci se trouvait en péril. L'échevin Defontaine refuse et dénonce le caractère illégal et inconstitutionnel des ordres du général,,. Les ouvriers qui menacent de piller la ville sont repoussés par les seules forces de police et la Garde civique sans qu'il y ait mort d'homme.
Le 21 décembre 1891, à la suite du décès d'Émile Balisaux, Audent devient sénateur. Il est régulièrement réélu jusqu'en 1908, date à laquelle il ne se représente plus. Au sénat, il est peu prolixe et se trouve parmi les doctrinaires,. Il intervient principalement pour les questions de justice. Il réclame également l'instauration du service militaire personnel et obligatoire,. Peu ouvert aux problèmes sociaux, il préfère un système électoral basé sur le capacitariat au droit de vote général.
À la suite des élections communales du 17 novembre 1895, les premiers élus socialistes, emmenés par Édouard Falony, entrent au conseil communal et les débats prennent un caractère plus engagé et plus violent qu'auparavant. Ceci mettait parfois mal à l'aise le bourgmestre Audent qui n'apprécie guère les querelles politiques excessives dans les réunions du conseil.
Le 26 décembre 1903, Jules Audent, alors familièrement appelé le « vieux mayeur », s'estimant trop âgé pour remplir son mandat de bourgmestre avec le zèle qu'il y a montré jadis, quitte son poste et prend congé du conseil communal.

## Distinctions
- Commandeur de l'ordre de Léopold en 1876[15] ;
- Officier de la Légion d'honneur en 1878 [15] ;
- Croix civique de 1ère classe[25] ;

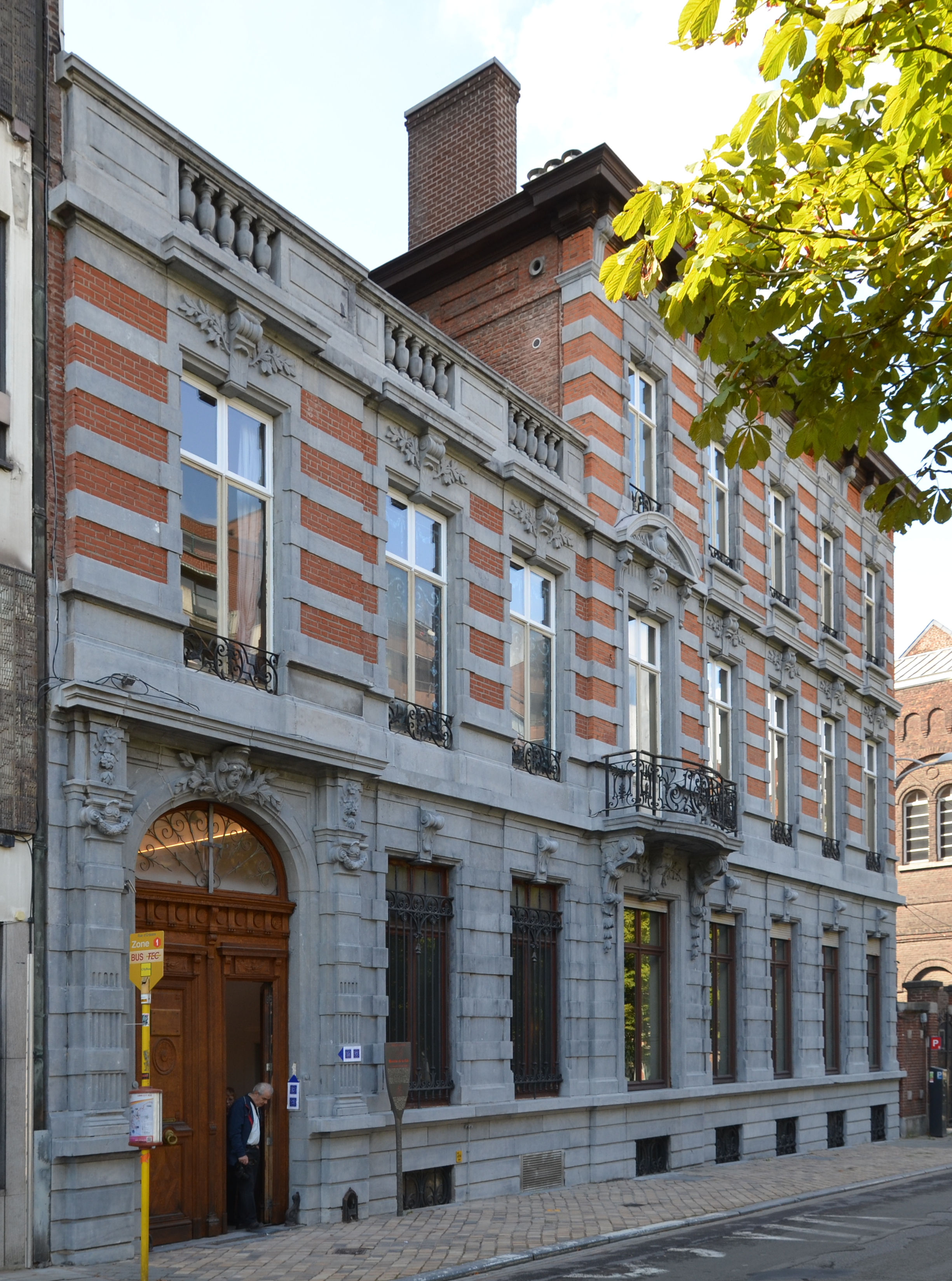
Maison de Jules Audent construite en 1877, boulevard Central, devenu boulevard Audent en 1889.

- Médaille commémorative du règne de Léopold II[25] ;
- Médaille spéciale de 1re classe de Mutualité[25].

## Postérité
L'époque de Jules Audent est pour Charleroi une période de grands travaux. À partir de plusieurs plans d'ensemble, sont aménagés des parcs publics, rues et boulevards équipés d'un réseau de distribution d'eau et d'égouts et bordés de maisons élégantes. En dehors des écoles, d'autres édifices importants voient le jour ou sont achevés : construction d'un abattoir, d'un vaste entrepôt communal, d'un nouveau palais de Justice en 1880 et d'une bourse du commerce en 1893. De 1879 à 1910, année de sa mort, la population de la ville double quasiment, augmentant de plus de 15 000 personnes, et environ 2 000 maisons sont construites.
Audent est parfois surnommé le « Haussmann carolo ».
Un boulevard de Charleroi, initialement appelé Boulevard Central, prit son nom dès le 31 mai 1889.